# Massimo Mercelli
Massimo Mercelli (Imola, 21 maggio 1959) è un flautista italiano.
Ha studiato al Conservatorio Giovanni Battista Martini di Bologna, diplomandosi a 19 anni col massimo dei voti. Si è perfezionato con Andrè Jaunet e Maxence Larrieu.

## Premi e riconoscimenti
- "Premio Francesco Cilea"
- "Concorso Internazionale Giornate Musicali"
- "Concorso Internazionale di Stresa"

## Luoghi di esibizione
Ha tenuto concerti nelle seguenti sedi del mondo:
- Filarmonica di Berlino,
- Musikverein di Vienna,
- Carnegie Hall di New York,
- Čajkovskij Hall di Mosca,
- Wigmore Hall di Londra,

eseguendo spesso brani a lui dedicati e in prima mondiale di compositori quali Penderecki, Nyman, Glass, Sollima, Bacalov, Morricone, Gubaidulina ed è presente in festival internazionali.

## Partecipazioni
Ha registrato l'integrale della musica di Philip Glass per flauto per Orange Mountain Music, New York; è stato membro della giuria nei concorsi:
- International Competition of Geneva;
- Concours de Flute Jean-Pierre Rampal - Concours Internationaux de la Ville de Paris,
- Concert Artist Guild of New York (USA),
- Fischoff Chamber Music Competition of South Bend (USA)
- Beijing Flute competition (China)

Riveste il ruolo di presidente dell'Associazione Emilia-Romagna Festival.